# غران تورزمو 4
غران تورزمو 4 (بالإنجليزية: Gran Turismo 4)‏، هي لعبة إلكترونية لسباق السيارات والقيادة، أنتجت شركة بوليفني ديجيتال اليابانية، ونشرها شركة سوني كمبيوتر إنترتنمنت عام 2004م.

## وصلات خارجية
- غران تورزمو 4 على موقع IMDb (الإنجليزية)

- الموقع الرسمي
- Gran Turismo 4 على مشروع الدليل المفتوح
- غران تورزمو 4 على موبي غيمز
- Gran Turismo 4 Facebook Fanpage